# たったの30セカンズ
『たったの30セカンズ』（30 Seconds To Fame）は、アメリカ合衆国のリアリティ番組のシリーズである。FOXで2002年から2003年期に放送された。司会はクレイグ・J・ジャクソン。
30秒の間に参加者はパフォーマンスを行い、観客の投票により3人が選ばれる。第2ラウンドで優勝者が決定し、優勝者には2万5000ドルが与えられる。